# Daniel Varujan
Daniel Txpukarean (en armeni: Դանիէլ Չպուքքարեան), més conegut com a Daniel Varujan (Դանիէլ Վարուժան), (Prknig, prop de Sivas, Imperi Otomà, 20 d'abril de 1884 - Çankırı, 6 d'agost de 1915) va ser un poeta armeni de principis del segle xx. Als 31 anys, quan estava aconseguint un reconeixement internacional, va ser deportat i assassinat pel govern de Turquia com a part d'un pla oficial de genocidi armeni.

## Vida i educació
Varujan va néixer el 20 d'abril de 1884 a la localitat de Prknig (actualment anomenada Çayboyu), situada al sanjaq de Sivas, que formava part del vilayet de Sivas de l'Imperi Otomà. Després d'anar a l'escola local, va ser enviat l'any 1896, durant les massacres hamidianes, a Istanbul, on va anar a escola mequitarista. Va continuar després els seus estudis a l'escola Rafaeliana-Mourad de Venècia, i l'any 1905 va entrar a la Universitat de Gant, a Flandes, on va seguir amb els seus cursos de literatura, sociologia i economia. L'any 1909 va tornar a la seva localitat natal, on va impartir classes a l'escola local durant tres anys. Després del seu matrimoni amb Araski Varoujan l'any 1912 va ser nomenat director de l'escola Sant Gregori l'Il·luminador, a Istanbul. L'any 1914 va fundar amb altres escriptors armenis un cercle literari que volia reafirmar l'època precristiana i pagana.

## Mort

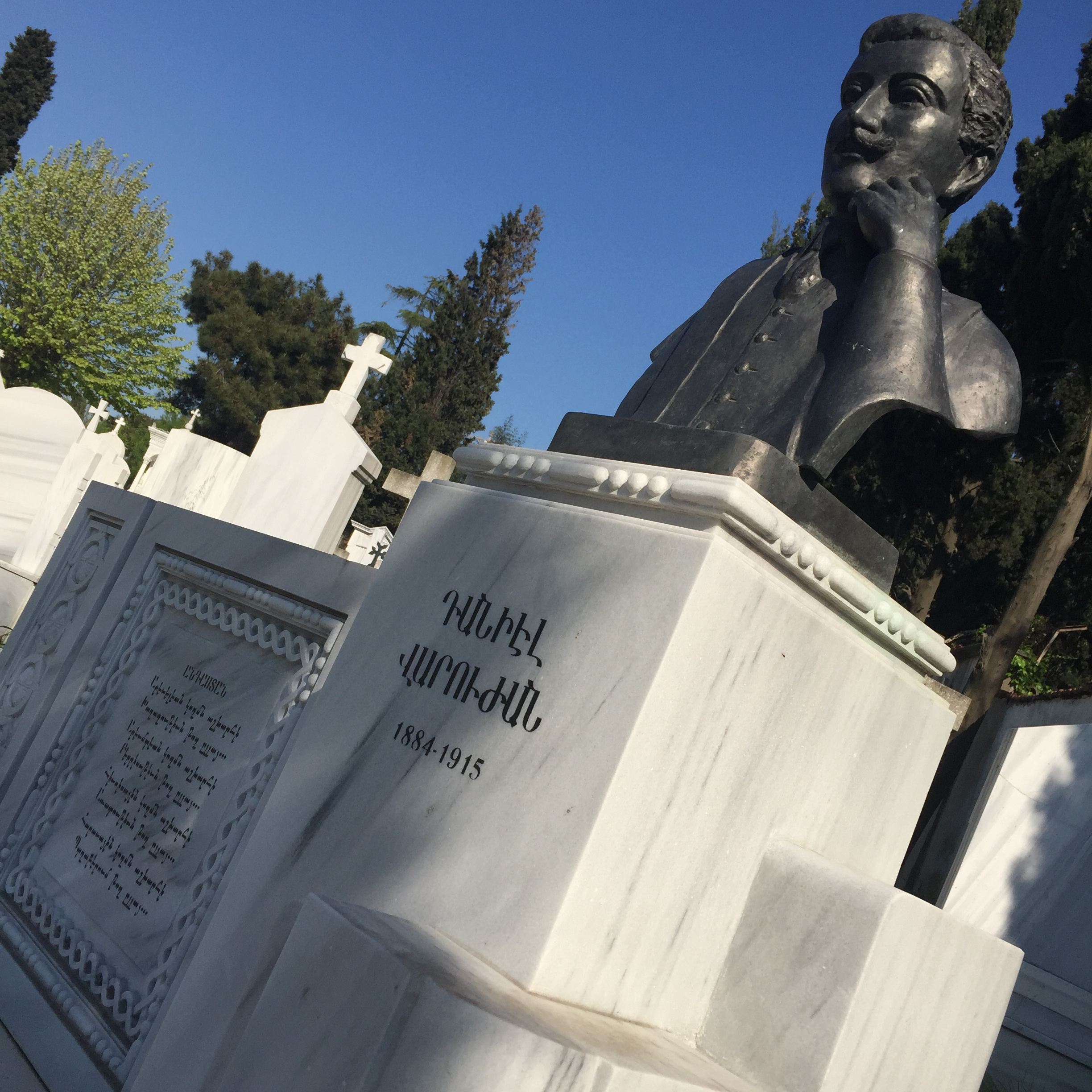
Memorial Daniel Varujan memorial al cementeri armeni de Şişli a Istanbul

Segons Grigoris Balakian, que va veure les víctimes a Çankırı el dia de la seva sortida i més tard va parlar amb els seus conductors turcs, Varujan i uns altres quatre detinguts van ser traslladats des d'aquesta localitat a Ankara quan el seu transport va ser interceptat en un lloc anomenat Tiuna. En aquell lloc, al costat d'un rierol, van ser assassinats per quatre kurds encapçalats per un criminal local anomenat Halo, que actuava sota les instruccions dels membres del comitè ititihadista de Çankırı. L'oficial major dels dos policies-escorta va tenir coneixement del pla del comitè i els va permetre treure del vehicle. Després dels assassinats, els kurds van repartir-se la roba i les possessions de les víctimes entre ells i els policies.
El metge i escriptor armeni Roupen Sevag i altres testimonis van descriure la tortura i mort de Varujan. Després d'haver estat arrestat i empresonat, li van dir que el portarien a la seva localitat. En el camí, el comboi va ser aturat per un oficial turc, el seu assistent i cinc oficials de la policia altament armats. Després de robar les pertinences dels cinc presoners, els primers dos que estaven a càrrec se'n van anar i van ordenar als altres cinc que les hi portessin. Després de portar-los al bosc, van atacar els presoners, els van llevar la roba fins a deixar-los tots nus. Després els van amarrar un a un als arbres i van començar a tallar-los lentament amb els seus ganivets. Els crits es podien escoltar per testimonis amagats a una distància prudent.
Una de les obres principals de Varujan va ser Հացին երգը ("La cançó del pa"), una col·lecció de 50 pàgines de poemes. Confiscada durant el genocidi, es va deixar sense acabar i en format manuscrit al moment de la seva mort. Està documentat que oficial turcs van salvar aquest manuscrit i el van publicar pòstumament l'any 1921. Els poemes celebren la majestuositat de la vida als pobles dedicats a l'agricultura i a la vida que portaven els camperols armenis d'Anatòlia.
Més que ningú en el seu temps, Siamanto i Varujan van expressar les esperances dels armenis a inicis del segle xx. Van utilitzar llegendes, èpiques antigues i històries paganes com un trampolí i al·legoria per a les seves aspiracions, tot esperant la supressió de l'opressió i el renaixement de les arts d'Armènia.

## Obres
Varujan va produir quatre volums principals de poesia:
- Սարսուռներ ("Tremolors") (1906, Venècia)
- Ցեղին սիրտը ("El cor de la nació") (1909, Constantinoble)
- Հեթանոս երգեր ("Cançons paganes") (1912, Constantinoble)
- Հացին երգը ("La cançó del pa") (1921, Constantinoble; obra pòstuma)

## A la cultural popular
- El curtmetratge Taniel, dirigit l'any 2018 per Garo Berberian i narrat per Sean Bean, narra els darrers mesos de Varujan, des de la detenció fins a la mort.[8]